# 阿尔帕玛尤山
阿尔帕玛尤山（西班牙語：Nevado Alpamayo）是安第斯山脉的布兰卡山脉其中一座最显而易见的山峰，该山峰位于在秘鲁境内。海拔5947米。
该山峰既是一座陡峭的山峰（与地面呈60°），又几乎是用冰块制作的完美金字塔似的山峰。成千上万座山峰堆在布兰卡山派的圣克鲁斯山丘的最北部。虽然山峰与山峰之间有很多小的山峰，但在不寻常的形成物和巨大的美景当中难以辨别出来。实际上在北部和南部的两个尖锐顶峰分成一个窄的山脊檐口。
该山峰又可以称呼为“阿尔帕玛尤村”（在克丘亚语里面，Allpamayu的"Allpa"指的是土地；mayu是河流的意思，指的是土地之河），然而它在华伊莱伊方言里面指的是Shuyturahu （其中shuytu指的是瘦而长，指的是金字塔；rahu的意思是雪山和冰川）。在1966年7月，德国的其中一份杂志说道一位美国摄影家雷·奥丁堡拿着一篇文章记录了一篇在国际范围内的摄影师和众多的登山者等等的调查，都证明出了阿尔帕玛尤山是“世界上最美丽的山峰”。

## 该山峰存在的生物
该山峰有美洲虎和美洲貘，还有濒临灭绝的眼睛熊。